# Foneria Carbonell (Mallorca)
El Foneria Carbonell (posteriorment anomenat Mallorca FC) va ser un club de futbol fundat a Palma (Mallorca, Illes Balears). Fou un dels primers conjunts fundats per les classes treballadores de la ciutat, i va existir aproximadament de març de l'any 1920 fins al 20 de novembre del mateix any, quan es va fusionar amb el Mecànic per formar el Balears Futbol Club. És un dels antecedents més antics de l'actual Club Esportiu Atlètic Balears.
Malgrat el seu nom de Mallorca FC, no té cap vincle amb l'actual Reial Mallorca. Tot i coincidir en el temps (el club mallorquinista nasqué l'any 1916), mai no hi hagué confusió de noms perquè el club actual llavors rebia el nom de Reial Societat Alfons XIII Futbol Club.

## Història
El 3 d'abril del 1920 va aparèixer en el diari Última Hora un article sobre la fundació de nous equips a Palma, fins llavors fundats per estaments socials mitjans i alts de la ciutat. En el text destacava la següent frase:
| « | En la Fundición de los señores Carbonell se organiza otro once, que promete ser un terrible rival por la corpulencia de la gente obrera que se alista. | » |

Això volia dir que, per primera vegada, un conjunt d'extracció obrera formava un equip de futbol. La seva formació fou a càrrec dels treballadors de la Foneria Carbonell, una petita empresa metal·lúrgica de la ciutat popularment coneguda com a Can Salí. L'equip va adoptar inicialment el mateix nom de l'empresa i després va adoptar el nom de Mallorca.
La indumentària de l'equip duia samarreta i calçons totalment blancs. Tenia el seu local social al cafè Can Meca, situat al carrer Arxiduc Lluís Salvador cantonada amb les Avingudes de Palma. Jugava els seus partits a un solar anomenat sa Síquia Reial, situat entre les Avingudes (avinguda Comte de Sallent) i el carrer Blanquerna de la ciutat.
El primer partit registrat del Mallorca (llavors encara Foneria Carbonell) es va jugar el 25 d'abril del 1920 a l'entrepista del Velòdrom del Tirador, propietat de la societat ciclista Veloz Sport Balear, contra el Mecànic, un altre club d'extracció obrera. El club va participar en les competicions habituals d'aquells anys, presidides per l'amateurisme i la improvisació.
En un moment donat el club va ser expulsat del seu local social i va reallotjar-se al cafè Can Rasca, del carrer de Sant Miquel núm. 67 (abans 187), cantonada amb el carrer Oms de la mateixa ciutat. Allà va coincidir amb els seguidors del Mecànic, format per treballadors metal·lúrgics de la companyia naviliera Isleña Marítima (actual Trasmediterránea). Degut a la comú extracció obrera d'afició i jugadors aviat va sorgir sintonia entre sengles col·lectius i decidiren unir-se per formar un club més potent.
El 20 de novembre del 1920 va produir-se la fusió de Mallorca i Mecànic amb el nom de Balears Futbol Club.
Un dels caps visibles fou Bartomeu Llabrés Albertí, qui després fou president del club fusionat.